# Jūni innen emaki
Le Jūni innen emaki (十二因縁絵巻), qui peut se traduire en Rouleau illustré des douze nidānas, est un emaki japonais datant du XIIIe siècle à l’époque de Kamakura et illustrant un conte bouddhique sur les douze maillons de la coproduction conditionnée. Conservé au musée Nezu, il est classé bien culturel important.

## Art desemaki
Apparu au Japon grâce aux échanges avec l’Empire chinois, l’art de l’emaki se diffusa largement auprès de l’aristocratie à l’époque de Heian (794-1185). Un emaki se compose d’un ou plusieurs longs rouleaux de papier narrant une histoire au moyen de textes et de peintures de style yamato-e. Le lecteur découvre le récit en déroulant progressivement les rouleaux avec une main tout en le ré-enroulant avec l’autre main, de droite à gauche (selon le sens d’écriture du japonais), de sorte que seule une portion de texte ou d’image d’une soixantaine de centimètres est visible. La narration suppose un enchaînement de scènes dont le rythme, la composition et les transitions relèvent entièrement de la sensibilité et de la technique de l’artiste. Les thèmes des récits étaient très variés : illustrations de romans, de chroniques historiques, de textes religieux, de biographies de personnages célèbres, d’anecdotes humoristiques ou fantastiques,…

## Description

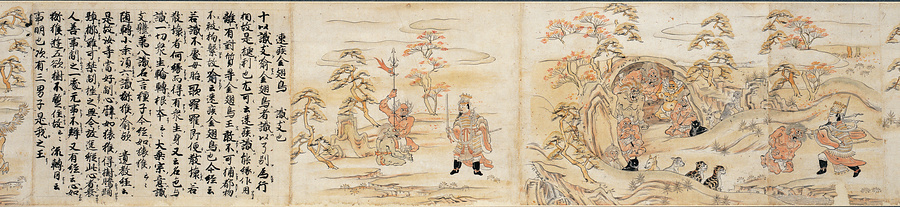
Dixième section du rouleau.

Le Jūni innen emaki se compose d’un rouleau de papier mesurant 679,6 × 26,8 cm. Il illustre un sujet bouddhique, les douze nidānas ou douze maillons de la coproduction conditionnée. Ces maillons dérivent douze enchaînements causaux formant le cycle qui maintient les êtres non éveillés dans l’ignorance et la souffrance. Il s’agit d’un concept important du bouddhisme car il décrit le processus de la transmigration (saṃsāra), ainsi que le moyen d’y échapper en brisant un des maillons du cycle pour atteindre le nirvana. L’illustration de sujets religieux est récurrente dans l’art des emaki, essentiellement dans un but prosélyte ou pour l’enseignement des doctrines. Le Jūni innen emaki appartient plus précisément au thème des illustrations de sutras (kyu-ten), catégorie au sein de laquelle la causalité bouddhique occupe une place importante.
Le rouleau décrit les maillons de la coproduction conditionnée au moyen de textes, peut-être basés sur un ancien conte indien, entrecoupés de peintures. Le récit est allégorique : les maillons y sont représentés comme des ogres (oni) semant la désolation et la peste, si bien que le roi de ce royaume les affronte et les défait un à un pour sauver ses sujets. Les peintures sont cependant réalisées avec légèreté et un certain humour : le roi apparaît plutôt débonnaire et les ogres ont un aspect burlesque tranchant avec le sujet, conférant un trait original à cet emaki.
Les sections du rouleau ont été remontées à une date inconnue dans un ordre différent du texte original et certaines portions sont perdues de nos jours. L’emaki est classé bien culturel important depuis 1942.

## Style
Les peintures sont réalisées dans le style yamato-e, avec des influences de la peinture chinoise des Song. Ici, la plus grande attention est apportée aux lignes à l’encre, la couleur n’étant apposée qu’en tons pâles. La progression du récit est illustrée de façon très simple, chaque peinture représentant le personnage principal, le roi, à un nouveau moment du récit.
Bien que le peintre ne soit pas connu, il s’agissait probablement d’un peintre professionnel spécialisé dans la peinture bouddhique ayant vécu vers le milieu du XIIIe siècle,.